# Покаяние в христианстве
Покая́ние (др.-греч. μετάνοια — «сожаление (о совершившемся), раскаяние», дословно — «изменение мыслей», от μετα- — приставка, обозначающая «изменение, перемена» и νόος, νοῦς — «мысль, ум, разум; мнение, образ мыслей») — богословский термин в христианстве, означающий осознание грешником своих грехов перед Богом. Как правило, покаяние сопровождается радикальным пересмотром своих взглядов и системы ценностей. Результат покаяния — пребывать в честности с самим собой. В Библии покаяние описывается и как скоротечное решение, и как процесс, длящийся всю жизнь. В качестве синонима покаянию в Библии иногда используется слово «обращение» (например, «Обратитесь каждый от злого пути своего и исправьте пути ваши и поступки ваши» (Иер. 18:11)).
В исторических церквях покаяние тесно связано с таинством исповеди — признание своих грехов перед Иисусом Христом и священником как свидетелем от сообщества верных. В протестантских конфессиях покаяние — это «первый шаг к Богу, к духовному возрождению и спасению».
Как знак покаяния могут совершаться покаянные паломничества (см. семь паломнических церквей Рима).

## Важность покаяния
Иисус Христос и Иоанн Креститель начинали свою проповедь словами: «Покайтесь, ибо приблизилось Царство Небесное» (Мф. 4:17, Мф. 3:2). Обращаясь к иудеям с призывом к покаянию Христос, Иоанн Креститель и апостолы не разъясняли смысла этого слова, поскольку оно было хорошо знакомо жителям Израиля. У евреев покаяние называлось тшува (תשובה‎) и служило «основополагающей идеей веры пророков, постоянно призывающих Израиль раскаяться в своих грехах, пока еще не поздно». Так, ветхозаветный пророк Осия обращался с воззванием к еврейскому народу: «Обратись, Израиль, к Господу Богу твоему… Возьмите с собою молитвенные слова и обратитесь к Господу» (Ос. 14:2).
Подобное отношение к покаянию сохранилось и в Новом Завете. Христос в своей проповеди подчёркивал, что спасение даётся только кающемуся. По мнению авторов «Богословских статей Новой учебной Женевской Библии», истинная вера невозможна без покаяния, а надежда на спасение души просто по вере во Христа-Спасителя, но без покаяния «является пагубным заблуждением». Об этом же говорили и православные богословы Святые Отцы. Например, Святой Марк Подвижник утверждал:
Нет иного, столь же благого и милостивого, как Бог, но даже Он не прощает непокаявшегося [… ]. Всё множество Божиих заповедей можно свести к одному началу — покаянию […]. Мы осуждаемся не за множество наших прегрешений, но за то, что отказываемся каяться. […]. И для великих, и для малых покаяние остаётся несовершенным до самого смертного часа».

## Сущность покаяния
Греческое слово μετάνοια означает «перемену ума», «перемену мыслей».
По мнению кальвинистского теолога А. Пинка, Библия говорит о трёх видах покаяния:
- «покаяние отчаяния» (например, Исав, Фараон, Ахитофел и Иуда Искариот);
- «покаяние исправления» (Ахав и те, кто покаялись после проповеди Ионы);
- «покаяние ко спасению» (2Кор. 7:10).

Пинк отмечает, что нередко люди принимают за истинное покаяние страх перед Божьим наказанием. «Это никоим образом не так. Осуждение законом — это страх ада, евангельское покаяние — это обращение к Богу; одно — страх наказания, другое — боязнь греха; одно — влияет на разум, другое — смягчает сердце», — отмечает он.
Покаяние подразумевает не столько сожаление о прошлом, сколько новый взгляд человека на самого себя, на других и на Бога. Обратиться, объясняет православный богослов митрополит Антоний Сурожский, «значит отвернуться от множества вещей, которые имели цену для нас только потому, что были нам приятны или полезны. Обращение проявляется прежде всего в изменении шкалы ценностей: когда в центре всего Бог, всё остальное становится на новые места, получает новую глубину».

## Истинность покаяния
Внешним признаком истинности покаяния служит дальнейшая жизнь, мысли и поступки грешника. «По плодам их узнаете их» (Мф. 7:20) учил Христос различать христиан и лжехристиан.
«Многие считают, что если человек проливает слёзы или кажется сокрушённым по причине своего неправедного жизненного пути, то это доказывает, что спасительная Божья благодать начала свою работу в душе этого человека. Но этот вывод неверен. Нельзя путать угрызения нечистой совести с тем убеждением и осознанием греха, которое даёт Святой Дух», — утверждает Артур Пинк. По его мнению, покаяние предполагает искреннее согласие с Божьим законом, основной всеобъемлющей заповедью которого является «возлюби Господа Бога твоего всем сердцем твоим». Кроме того, для истинного покаяния характерно постоянное отвращение от греха в целом, а не временное сожаление по поводу каждого отдельного греха.
Этого же мнения придерживался известный проповедник Ч. Сперджен:
Вы не должны обманывать себя, думая, что быть праведным в течение недели достаточно, чтобы считаться доказательством того, что вы спасены — должна быть вечная ненависть ко злу. Та перемена, которую производит Бог, не является ни преходящей, ни поверхностной; это не срезание верхушки сорняка, но вырывание его с корнем; это не просто вычищение на один день от пыли, но удаление того, что является причиной этой пыли».